# 黑唇孔石首魚
黑唇孔石首魚為輻鰭魚綱鱸形目鱸亞目石首魚科的其中一種，分布於東太平洋區，從美國加州至墨西哥下加利福尼亞半島海域，棲息深度可達46公尺，體長可達45公分，棲息在沿岸，屬肉食性，以螃蟹為食。